# Ротшильд, Шарлотта фон
Шарлотта фон Ротшильд (13 июня 1819, Франкфурт-на-Майне — 13 марта 1884, Хаунслоу, Хаунслоу) — британская светская львица немецкого происхождения. Она была членом семьи банкиров Ротшильдов из Неаполя.

## Семья
Ротшильд родилась в известной еврейской семье банкиров Ротшильдов. Она была старшим ребенком и единственной дочерью Карла Майера Фрайхерра фон Ротшильда и Адельхайд Герц. Ее бабушкой и дедушкой по материнской линии были Моисей Исаак Герц и Клара.
Она родилась во Франкфурте-на-Майне, Германия, 13 июня 1819 года. Оба ее родителя были евреями.

### Брак
Поскольку эндогамия в семье Ротшильдов была неотъемлемой частью их стратегии по обеспечению того, чтобы контроль над их богатством оставался в руках семьи, 15 июня 1836 года, через два дня после своего семнадцатилетия, Ротшильд вышла замуж за Лайонела Фрейхерра де Ротшильда, своего двоюродного брата из английской ветви семьи. У них было пятеро детей:
- Леонора (1837–1911)
- Эвелина (1839–1866)
- Натан Майер (1840–1915)
- Альфред Чарльз (1842–1918)
- Леопольд (1845–1917)

Пара владела резиденциями в Пикадилли и Ганнерсбери-парке в Лондоне, где, в традициях английской семьи, она использовала стиль «де» Ротшильд. Брак Ротшильдов по договоренности процветал 43 года, основанный на большой любви и взаимном уважении. В эпоху, когда мужские и женские роли были четко определены, Шарлотта была более образована в искусстве, чем ее муж, и сыграла важную роль в большинстве их художественных собраний.
В 1858 году ее муж стал первым необращенным евреем, заседавшим в британской Палате общин. Шарлотта стала одной из самых выдающихся светских львиц Англии, чьи приглашения на ужин, по словам биографа Стэнли Вайнтрауба, предпочитались приглашениям из Букингемского дворца.
В 1844 году Шарлота произвела сенсацию в лондонском обществе, когда американский шоумен Финеас Тейлор Барнум и его знаменитый карлик «Мальчик-с-пальчик» выступили у нее дома. Однако, помимо общения и развлечений, Шарлотта фон Ротшильд была преданным покровителем многочисленных благотворительных организаций, уделяя особое внимание образованию.

## Смерть
Ротшильд умерла в своем доме в Ганнерсбери-парке 13 марта 1884 года и была похоронена рядом с мужем на еврейском кладбище Виллесдена. После ее смерти ее старший сын назвал недавно построенный квартал жилья для малоимущих «Здания Шарлотты».